# Guido Brignone
Guido Brignone (6 de diciembre de 1886 – 6 de marzo de 1959) fue un actor, director y guionista cinematográfico de nacionalidad italiana. 

## Biografía
Nació en Milán, Italia, en el seno de una familia de artistas: su padre era el actor Giuseppe Brignone, y su hermana la actriz Mercedes Brignone. Tras un período como actor teatral junto a su hermana Mercedes, en 1914 se trasladó a Roma, debutando en el mundo del cine tras casarse con la también actriz Lola Visconti. En 1915 se inició como director cinematográfico con el filme mudo Odette. A partir de entonces dirigió numerosas películas, algunas de ellas en Francia y en Alemania. 
Con la llegada del cine sonoro firmó diversas obras de gran éxito comercial, y en 1934 fue el primer director italiano en vencer en el Festival Internacional de Cine de Venecia en la categoría de "mejor film italiano" con la cinta Teresa Confalonieri.
Tras finalizar la Segunda Guerra Mundial continuó con su actividad de director, trabajando en filmes "de género" (folletín, cine mitológico, de costumbres, comedias ligeras).
Su hija, Lilla Brignone, fue una de las más célebres actrices teatrales de la época de la posguerra. Guido Brignone falleció en Roma en 1959.

## Selección de su filmografía

### Como director
- Odette (1915)
- La scure degli Stuart (1915)
- La morte bianca (1916)
- Fiamme funeste (1916)
- Pimpinette (1916)
- ... e l'altare crollò (1916)
- Pimprinette (1917)
- Nei labirinti di un'anima (1917)
- Il cuore dell'altra (1917)
- Capricci d'amore (1917)
- Il velo della felicità (1918)
- Il salice piangente (1918)
- Fiamma nera (1921)
- Il quadro di Osvaldo Mars (1921)
- Le sorprese del divorzio (1923)
- Largo alle donne! (1924)
- Maciste imperatore (1924)
- Maciste all'inferno (1926)
- Maciste nella gabbia dei leoni (1926)
- Corte d'Assise (1930)
- Rubacuori (1931)
- Pergolesi (1932)
- La Wally (1932)
- La maestrina (1933)
- Paradiso (1933)
- La voce lontana (1933)
- Oggi sposi (1934)
- Tenebre (1934)
- Teresa Confalonieri (1934)
- Lorenzino de' Medici (1935)
- Passaporto rosso (1935)
- L'antenato (1936)
- Ginevra degli Almieri (1936)
- Nozze vagabonde (1936)
- Marcella (1937)
- Gli uomini non sono ingrati (1937)
- Vivere (1937)
- Chi è più felice di me? (1938)
- La mia canzone al vento (1938)
- Sotto la croce del sud (1938)
- Per uomini soli (1939)
- Le sorprese del divorzio (1939)
- Torna caro ideal (1939)
- Cantate con me (1940)
- Kean (1940)
- Mamma (1940)
- Beatrice Cenci (1941)
- Turbamento (1941)
- Vertigine (1941)
- La Gorgona (1942)
- Romanzo di un giovane povero (1942)
- Maria Malibran (1942)
- Assi della risata (1942)
- Miliardi che follia (1942)
- Lacrime di sangue (1943)
- Il romanzo di un giovane povero (1943)
- Il fiore sotto gli occhi (1944)
- Canto ma sottovoce (1946)

- Il barone Carlo Mazza (1948)
- Monaca santa (1948)
- La sepolta viva (1948)
- Il bacio di una morta (1949)
- Santo disonore (1949)
- Il conte di Sant'Elmo (1950)
- Il nido di Falasco (1950)
- Core 'ngrato (1951)
- Inganno (1952)
- Processo contro ignoti (1952)
- Bufere (1953)

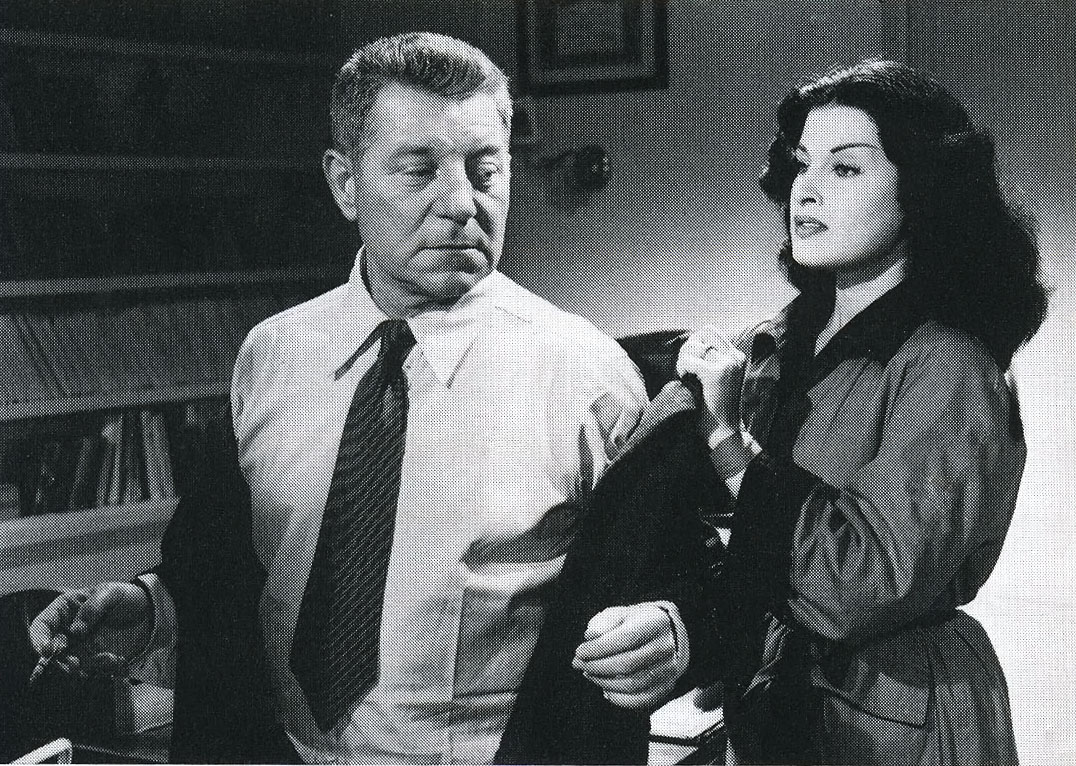
Jean Gabin y Silvana Pampanini en un fotograma de Bufere, de 1953.

- Ivan il figlio del diavolo bianco (1953)
- Noi peccatori (1953)
- Papà pacifico (1954)
- Il vetturale del Moncenisio (1956)
- Quando tramonta il sole (1955)
- Le schiave di Cartagine (1956)
- Nel segno di Roma (1958)

### Como guionista y director
- Le sorprese del divorzio (1923)
- Maciste nella gabbia dei leoni (1926)
- Corte d'Assise (1930)
- L'antenato (1936)
- Ginevra degli Almieri (1936)
- Vivere (1937)
- La mia canzone al vento (1938)
- Le sorprese del divorzio (1939)
- Cantate con me (1940)
- Kean (1940)
- La Gorgona (1942)
- Lacrime di sangue (1943)
- Il bacio di una morta (1949)
- Santo disonore (1949)
- Il conte di Sant'Elmo (1950)
- Il nido di Falasco (1950)
- Core 'ngrato (1951)
- Inganno (1952)
- Processo contro ignoti (1952)
- Bufere (1953)
- Ivan il figlio del diavolo bianco (1953)
- Noi peccatori (1953)
- Quando tramonta il sole (1955)
- Il vetturale del Moncenisio (1956)
- Nel segno di Roma (1958)

### Como actor
- Armi e amori (1913)
- Giovinezza (1913)
- La stella del cinema, dirigida por Mario Almirante (1931)

## Premios y distinciones
Festival Internacional de Cine de Venecia
| Año  | Categoría                                   | Película                   | Resultado |
| ---- | ------------------------------------------- | -------------------------- | --------- |
| 1934 | Copa Mussolini a la mejor película italiana | El correo de la emperatriz | Ganador   |
| 1938 | Recomendación especial                      | Bajo la Cruz del Sur       | Ganador   |